# پروستاتیت مزمن باکتریایی
پروستاتیت مزمن باکتریایی (انگلیسی: Chronic bacterial prostatitis) یک عفونت باکتریایی غده پروستات است و باید از سایر اشکال پروستاتیت مانند پروستاتیت حاد باکتریایی و سندرم حاد درد مزمن لگنی (CPPS) متمایز شود.

## علائم و نشانه‌ها
پروستاتیت مزمن باکتریایی یک بیماری نسبتاً نادر است که معمولاً با تصویر متناوب نوع یوتی‌آی ظاهر می‌شود. این بیماری به عنوان عفونت‌های مکرر دستگاه ادراری در مردان که منشأ آن عفونت مزمن در پروستات است، تعریف می‌شود. علائم ممکن است تا زمانی که عفونت مثانه نیز وجود نداشته باشد کاملاً مخفی باشد و مشکل‌سازترین مشکل معمولاً عفونت ادراری مکرر است. گفته شده است که عفونت‌های ادراری عود کننده و مکرر (یعنی عفونت‌های ادراری ناشی از همان پاتوژن) از علائم پروستاتیت مزمن باکتریایی است.
پروستاتیت باکتریایی مزمن در کمتر از ۵ درصد از بیماران مبتلا به سندروم دستگاه ادراری تحتانی (LUTS) غیر مرتبط با هایپرپلازی خوش‌خیم پروستات رخ می‌دهد.
دکتر ویدنر، پروفسور پزشکی گروه اورولوژی دانشگاه گیسن، بیان کرده است: «در مطالعات روی ۶۵۶ مرد، ما به ندرت پروستاتیت مزمن باکتریایی را پیدا کردیم. این واقعاً یک بیماری نادر است. بیشتر آنها اشریشیا کلی بودند.»

## تشخیص
در پروستاتیت مزمن باکتریایی، باکتری در پروستات وجود دارد، اما ممکن است هیچ علامتی نداشته باشد یا علائم خفیفی نسبت به پروستاتیت حاد وجود داشته باشد.
عفونت پروستات با کشت ادرار و همچنین مایع پروستات (EPS) که توسط پزشک با انجام معاینه راست‌روده و تحت فشار قرار دادن پروستات به دست می‌آید، تشخیص داده می‌شود. در این معاینه، اگر بعد از ماساژ پروستات مایعی بازیابی نشد، ادرار پس از ماساژ نیز باید حاوی هر گونه باکتری پروستات باشد
سطوح آنتی‌ژن اختصاصی پروستات ممکن است افزایش یابد، اگرچه هیچ بدخیمی وجود ندارد. آزمایش مایع منی یک ابزار تشخیصی مفید است. کشت منی نیز انجام می‌شود. تست حساسیت آنتی‌بیوتیکی نیز برای انتخاب آنتی‌بیوتیک مناسب انجام می‌شود. دیگر نشانگرهای مفید عفونت الاستاز منی و سیتوکین‌های منی هستند.

## درمان
درمان آنتی‌بیوتیکی باید بر سد خونی/پروستات که مانع از رسیدن بسیاری از آنتی‌بیوتیک‌ها به سطوح بالاتر از غلظت بازدارنده حداقلی می‌شود، غلبه کند. یک سد خونی پروستات حرکت سلولی و مولکولی را در سراسر بافت پوششی پروستات شکمی موش محدود می‌کند. درمان به دوره‌های طولانی مدت (۴ تا ۸ هفته) آنتی‌بیوتیک نیاز دارد که به خوبی در پروستات نفوذ کند. فلوروکینولون‌ها، تتراسایکلین‌ها و ماکرولیدها بهترین نفوذ را دارند. یافته‌های متناقضی در مورد نفوذپذیری نیتروفورانتوئین، کینولون‌ها (سیپروفلوکساسین، لووفلوکساسین)، سولفونامیدها (کوتریموکسازول)، داکسی سایکلین و ماکرولیدها (اریترومایسین، کلاریترومایسین). وجود دارد. این امر به ویژه برای عفونت‌های ناشی از باکتری گرم-مثبت نیز صادق است. برخی از آنتی‌بیوتیک‌های دیگر با پتانسیل بهبود فعالیت، از جمله لینزولید، موکسی فلوکساسین، تیگسایکلین، داپتومایسین، کلیندامایسین و وانکومایسین، به‌طور محدود بدون مجوز، با موفقیت گزارش شده استفاده شده است.
در بررسی مطالعات متعدد، لووفلوکساسین به غلظت مایع پروستات ۵٫۵ برابر بیشتر از سیپروفلوکساسین می‌رسد که نشان دهنده توانایی بیشتری برای نفوذ به پروستات است. موکسی فلوکساسین حتی بیشتر از لووفلوکساسین نفوذ پروستات را نشان می‌دهد و ممکن است تنها فلوروکینولونی باشد که می‌تواند غلظت پروستات را ۱۰ برابر بیشتر از غلظت بازدارنده حداقلی ضد انتروکوک فکالیس به دست آورد. با این حال، تجربه محدودی با موکسی فلوکساسین برای پروستاتیت مزمن وجود دارد.
میزان موفقیت بالینی با آنتی‌بیوتیک‌های خوراکی می‌تواند در ۶ ماه به ۷۰ تا ۹۰ درصد برسد، اگرچه کارآزمایی‌هایی که آنها را با دارونما یا بدون درمان مقایسه می‌کنند وجود ندارد.
عفونت‌های پایدار ممکن است در ۸۰ درصد بیماران با استفاده از مسدودکننده‌های آلفا (تامسولوسین، آلفوزوسین) یا درمان طولانی‌مدت آنتی‌بیوتیک با دوز کم کمک کنند. عفونت‌های مکرر ممکن است ناشی از ادرار ناکارآمد (هیپرتروفی خوش‌خیم پروستات، مثانه نوروژنیک)، سنگ‌های پروستات یا یک ناهنجاری ساختاری باشد که به عنوان مخزن عفونت عمل می‌کند.
در تئوری، توانایی برخی از سویه‌های باکتری برای تشکیل زیست‌لایه ممکن است یکی از عواملی باشد که گسترش پروستاتیت مزمن باکتریایی را تسهیل می‌کند.
باکتریوفاژها به عنوان یک درمان بالقوه دیگر برای پروستاتیت مزمن باکتریایی نویدبخش هستند.
افزودن ماساژ پروستات به دوره‌های آنتی‌بیوتیک قبلاً به عنوان یک امر مفید پیشنهاد شده بود و ماساژ پروستات ممکن است به‌طور مکانیکی بیوفیلم را بشکند و تخلیه غده پروستات را افزایش دهد. با این حال، در کارآزمایی‌های اخیر نشان داده نشد که این امر در مقایسه با آنتی‌بیوتیک‌ها به تنهایی باعث بهبود نتیجه می‌شود.
پروستات‌برداری برای درمان پروستاتیت مزمن باکتریایی استفاده شده است، اما داده‌های ناکافی - از جمله هیچ کارآزمایی تصادفی کنترل‌شده - وجود ندارد تا امکان تصمیم‌گیری بالینی را فراهم کند. علاوه بر این، پروستاتکتومی می‌تواند منجر به اختلال نعوظ و بی‌اختیاری ادرار به عنوان عوارض شود.

## پیش‌گیری
با گذشت زمان، میزان عود افزایش پیدا می‌کند و بیش از ۵۰٪ است. با این حال، تحقیقات اخیر نشان می‌دهد که درمان‌های ترکیبی، پیش‌گیری بهتری نسبت به آنتی‌بیوتیک‌ها به تنهایی ارائه می‌دهند.
مطالعه‌ای در سال ۲۰۰۷ نشان داد که درمان دارویی ترکیبی مکرر با عوامل ضد باکتری (سیپروفلوکساسین/آزیترومایسین)، مسدود کننده‌های آلفا (آلفوزوسین) و عصاره‌های نخلک اره‌ای ممکن است عفونت را در ۸۳٫۹ درصد از بیماران با بهبودی بالینی که در طول یک دوره پیگیری ۳۰ ماهه ادامه می‌یابد برای ۹۴ درصد از این بیماران ریشه کن کند.
یک مطالعه در سال ۲۰۱۴ روی ۲۱۰ بیمار که به صورت تصادفی در دو گروه درمانی قرار گرفتند، نشان داد که عود در ۲۷٫۶ درصد از گروهی که به تنهایی از آنتی‌بیوتیک استفاده می‌کردند (پرولیفلوکساسین ۶۰۰ میلی‌گرم) طی ۲ ماه رخ داد، اما تنها در ۷٫۸ درصد از گروهی که پرولیفلوکساسین را همراه با عصاره نخلک اره‌ای، لاکتوباسیلوس اسپوروژنز و آربوتین مصرف می‌کردند، رخ داد.
نشان داده شده است که سنگ‌های بزرگ پروستات باکتریایی، علائم ادراری و نمره درد بالاتر، غلظت اینترلوکین ۱ بتا و اینترلوکین ۸ بالاتر در پلاسمای منی با التهاب بیشتر پروستات و پاسخ کمتر به درمان آنتی‌بیوتیکی مرتبط هستند. .

## نگارخانه

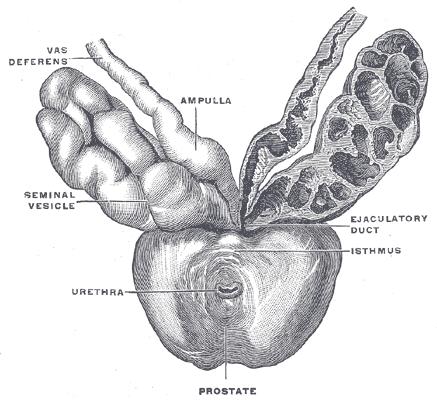
پروستات، پیشاب‌راه و کیسه منی
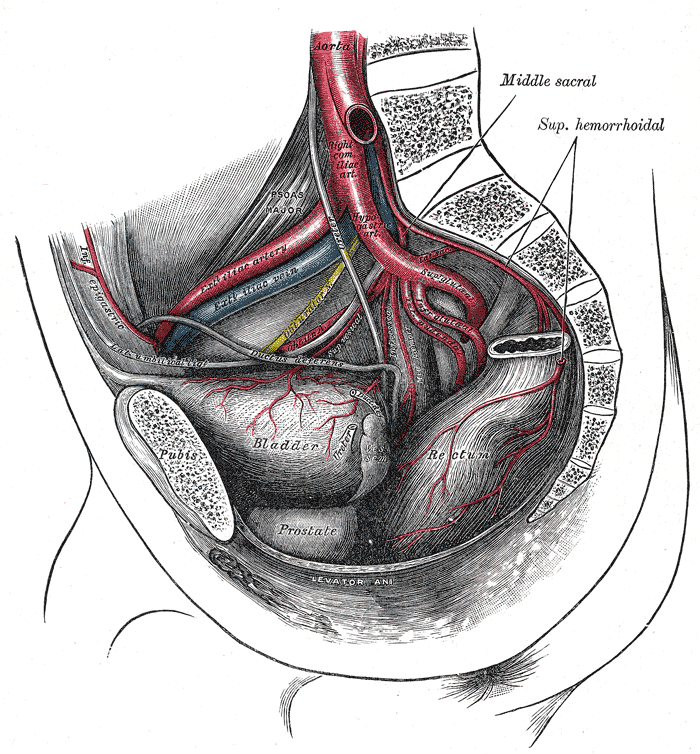
شریان‌های لگن
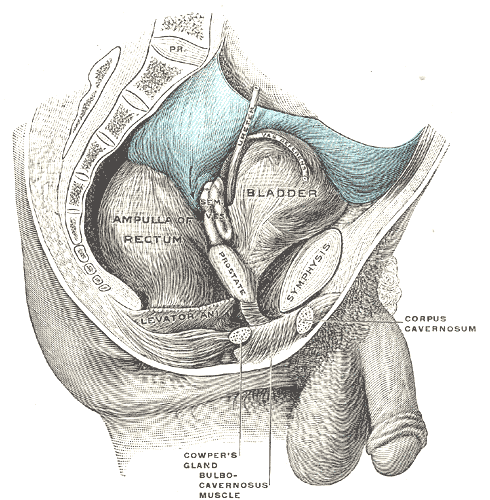
اندام‌های لگن مردانه از نمای سمت راست